# NGC 3274
NGC 3274 ist eine balkenspiralförmige Zwerggalaxie vom Hubble-Typ SBcd im Sternbild Löwe an der Ekliptik, die schätzungsweise 22 Millionen Lichtjahre von der Milchstraße entfernt ist. Sie bildet mit der wesentlich weiter entfernten Galaxie PGC 213714 ein optisches Paar. Die Entfernungsmessungen basierend auf den Radialgeschwindigkeiten stimmen nicht mit den rotverschiebungsunabhängigen Entfernungsschätzungen von 41 ± 21 Millionen Lichtjahren überein.
Das Objekt wurde am 11. April 1785 von dem deutsch-britischen Astronomen William Herschel mithilfe seines 18,7 Zoll-Teleskops entdeckt und später vom dänischen Astronomen Johan Dreyer in seinem New General Catalogue verzeichnet.